# 天赐的声音 (第三季)
《天賜的聲音》第三季（英語：The Treasured Voice 3）是浙江衛視2022年的一檔音樂真人秀節目，於2022年3月11日起每週五22:00播出，3月19日則改為週六20:30播出，4月1日改為週五20:30播出。節目以兩位歌手配對進行歌曲演唱作為主軸，並設有四位常駐音樂合夥人，分別是胡彦斌、張韶涵、胡海泉和周深。另外，GAI、張碧晨擔任半常駐音樂合夥人；劉惜君擔任特邀音樂合夥人；吉克雋逸則為飛行音樂合夥人召集人。
2022年3月7日，由多位音樂合夥人合唱的主題曲《篇章》發佈。

## 節目規則
本季節目將分為四個階段，每個階段三期，通過多次雙選配對，實現音樂合夥人之間的多元合作。每期節目共有六至八位歌手或組合作為飛行音樂合夥人進行兩兩配對演唱，並在演唱後選定一位常駐音樂合夥人，並由其在兩組歌手之間擇一合作。未被飛行合夥人選擇的常駐合夥人亦可向飛行合夥人發出邀請，若飛行合夥人接受邀請，將優先於選擇的常駐合夥人成組。
在所有演唱結束過後，將由流水紀、郝雷、迟斌、崔迪、梁源組成的聲音鑒賞團共同選出一首推薦金曲。在每三集組成的階段中，聲音鑒賞團將負責擇出一首榮耀金曲；節目將最終推選一首天賜金曲。

## 常駐／半常駐／特邀音樂合夥人
| 合夥人 | 代表作品                                     | 擔任期數   | 合作次數 | 金曲次數 |
| 胡海泉 | 最美、先走的人、說得到做的到                 | 1-12       | 11       | 2        |
| 胡彥斌 | 月光、你要的全拿走、我，就是中國             | 1-12       | 12       | 5        |
| 張韶涵 | 歐若拉、隱形的翅膀、因"我"而起               | 1-12       | 11       | 3        |
| 周深   | 大魚、和光同塵、光亮、懸崖之上、燈火裡的中國 | 1-12       | 10       | 4        |
| GAI    | 空城計、華夏、烈火戰馬                       | 1-3        | 3        | 1        |
| 張碧晨 | 年轮、凉凉、光的方向                         | 4-9、11-12 | 8        | 2        |
| 刘惜君 | 我很快樂、浪裏游、不了了知                   | 10-12      | 3        | 1        |

## 飛行音樂合夥人

### 第一階段
| 飛行音樂合夥人 | 代表作品                                                                          | 擔任期數 | 合作次數 | 金曲次數 |
| 希林娜依·高    | BONBON GIRLS、了不起的女孩、雙馬尾、阿莫希林                                      | 1-3      | 3        | 1        |
| 吉克隽逸       | 彩色的黑、交出邦尼                                                                | 1-3      | 3        | 0        |
| 康姆士樂隊     | 我不希望你孤單的去面對整個喧嘩世界、 你要如何，我們就如何、你永遠是我的寶貝，寶貝 | 1-3      | 3        | 1        |
| 陳意涵         | 小星球、遺憾                                                                      | 1-3      | 0        | 0        |
| 信             | 死了都要愛、海闊天空、煉金術                                                      | 1-3      | 1        | 0        |
| 唐藝           | 飛蛾撲火、我們還有夢、不念不問                                                    | 1-3      | 1        | 0        |
| 梁龍           | 伎倆、允許部分藝術家先富起來、命運、仙兒                                          | 1-3      | 2        | 0        |
| 阿雲嘎         | 不朽的·THE ART、在遠方、羅密歐與茱麗葉                                            | 1-3      | 2        | 0        |
| 金潤吉         | 蘭花指、Tell Me、野鳥、Disco                                                      | 1-3      | 0        | 0        |

### 第二階段
| 飛行音樂合夥人 | 代表作品                         | 擔任期數 | 合作次數 | 金曲次數 |
| 孟佳           | MOOD、東方、給我乖、透明空間     | 4-6      | 2        | 0        |
| 檀健次         | Fly Away、獵罪圖鑒               | 4-6      | 1        | 0        |
| 李銖銜         | 疼愛、Sinking                    | 4-6      | 2        | 1        |
| 張紫寧         | 愛轉、心里、清平樂               | 4-6      | 1        | 0        |
| 潘辰           | 初心、流淚                       | 4-6      | 0        | 0        |
| 董寶石         | 愛的恰恰、年輕的竇唯、野狼disco  | 4-6      | 1        | 1        |
| 馬吟吟         | 芯、溯                           | 4-6      | 2        | 0        |
| 陳鴻宇         | 步履不停、一如年少模樣、理想三旬 | 4-6      | 2        | 0        |
| 符龍飛         | 臭毛病、立、I'M OK               | 4-6      | 2        | 0        |
| 劉鳳瑤         | 感官先生、微笑再會、高貴與丑     | 4-6      | 1        | 0        |

### 第三階段
| 飛行音樂合夥人 | 代表作品                                   | 擔任期數 | 合作次數 | 金曲次數 |
| 赵磊           | 呼吸、聊聊、這份愛                         | 7-9      | 3        | 0        |
| 胡夢周         | 溯Reverse、馳Timelapse、Going Dumb         | 7-9      | 1        | 0        |
| 戴羽彤         | 來遲、我認、灰色地帶                       | 7-9      | 0        | 0        |
| 房東的貓       | 雲煙成雨、秋釀、美好事物、所念皆星河       | 7-9      | 1        | 1        |
| 汪小敏         | 怕水的魚、最好的時光、不枉、心機           | 7-9      | 2        | 0        |
| 伍珂玥         | 一生中最愛、蔓珠莎華、最愛                 | 7-9      | 0        | 0        |
| 李紫婷         | 如果沒有明天、無虞、追光、三千次日落       | 7-9      | 0        | 0        |
| 錘娜麗莎       | 吃貨一枚、蒙娜麗莎是野獸、我的世界、我太笨 | 7-9      | 1        | 0        |
| 米卡           | 萬里、風暴眼、一杯火焰                     | 7-9      | 2        | 0        |
| 戴燕妮         | 走過的時光、有的人、woo、CHECKMATE         | 7-9      | 2        | 1        |

### 升級階段
| 飛行音樂合夥人 | 代表作品                                                     | 擔任期數 | 合作次數 | 金曲次數 |
| 王赫野         | 大風吹、熱鐵皮房頂的夏天、秒針、致你                         | 10       | 1        | 0        |
| 房東的貓       | 雲煙成雨、秋釀、美好事物、所念皆星河                         | 10       | 1        | 0        |
| 黄霄雲         | 星辰大海、帶我去很遠的地方、左手指月、故人歸                 | 10       | 1        | 0        |
| 陈冰           | 冰、她還在等、自問                                           | 10       | 1        | 0        |
| 朱星杰         | 你大可不必、千禧熱戀計畫、下世紀初雪                         | 10       | 1        | 1        |
| 孟慧圆         | 想念擬人化、可是你啊、哈哈哈、婚約                           | 10       | 1        | 0        |
| 姚琛           | Awaken:醒                                                    | 10       | 1        | 0        |
| 海來阿木       | 點歌的人、五十年以後、不過人間、別知己                       | 10       | 1        | 0        |
| 七叔（葉澤浩） | 踏山河、燕無歇、一介布衣、半生雪、客子光陰                   | 10       | 1        | 0        |
| 連淮偉         | BET、So Hot                                                  | 10       | 1        | 0        |
| 谢可寅         | COMET、Black Cupid、親愛的小孩                               | 10-11    | 2        | 1        |
| 白小白         | 愛不得忘不捨、我愛你不問歸期、最美情侶、最後我們沒在一起     | 11       | 1        | 0        |
| 陳雨琪         | 這種美麗叫奉獻、我的家我的國、不要說對不起、她為人民謀幸福   | 11       | 1        | 0        |
| 賴美雲         | 定格結局、過濾鏡                                             | 11       | 1        | 0        |
| 李大奔         | 白手起家、狗男人、白酒                                       | 11~12    | 2        | 0        |
| 李巍（V仔）    | 守護著我的光、生而不凡、愛在不遠處、全世界唯一               | 11       | 1        | 1        |
| 裘德           | 頒獎的時候我要缺席、最後的水族館、大年夜怪奇物語             | 11       | 1        | 0        |
| 王弦           | 年歲、90後後、最美的顏色                                     | 11       | 1        | 0        |
| 楊默依         | 黑夜裡跳舞、卸裝、red dream                                  | 11       | 1        | 0        |
| 張赫宣         | 我們不該這樣的、你把我灌醉、廉價愛情小說、我的南方、策馬高歌 | 11       | 1        | 0        |
| 張紫寧         | 愛轉、心裡、清平樂                                           | 11       | 1        | 0        |

### 天賜盛典
| 飛行音樂合夥人 | 代表作品                     | 擔任期數 | 合作次數 | 金曲次數 |
| 谷小雨         | 虚拟人物形象                 | 12       | 1        | 0        |
| 李玉刚         | 新贵妃醉酒、刚好遇见你、万疆 | 12       | 1        | 0        |
| 宋宇宁         | 那年年少、我已不怪你         | 12       | 1        | 0        |
| 张远           | 嘉宾                         | 12       | 1        | 0        |
| 姚晓棠         | 问酒、假象                   | 12       | 1        | 0        |
| 唐汉霄         | 末日飞船、卡西尼             | 12       | 1        | 0        |
| 徐艺洋         | 会不会再见、聆听、OMG        | 12       | 1        | 0        |
| 李尖尖         | 打非所问、物理反应           | 12       | 1        | 0        |
| 谷娅溦         | 安守本分、今宵多珍重         | 12       | 1        | 0        |
| 井胧           | 幻听、笑吧、爱很孤独         | 12       | 1        | 0        |
| Ricky瑞奇      | 瘋客感官、野望               | 12       | 1        | 0        |
| 高嘉朗         | 夢                           | 12       | 1        | 0        |
| 陈梓童         | 最後一擊、控制、女皇令       | 12       | 1        | 0        |
| 李大奔         | 白手起家、狗男人、白酒       | 12       | 1        | 0        |
| 拜德盖         | 高雅先生、我不需要戀愛       | 12       | 1        | 0        |

## 表演曲目
| 索 引 |  | 推薦金曲                            |  | 榮耀金曲                            |  | 天賜金曲                      |  | 互選配對成功                        |  | 互選配對成功， 但未被最終選擇 |  | 召集人發起邀約， 配對成功 |
| 索 引 |  | 常駐嘉賓發起搶人， 飛行嘉賓反選成功 |  | 常駐嘉賓發起搶人， 未被飛行嘉賓接受 |  | 互選配對成功， 但最終接受搶人 |  | 飛行嘉賓最初選擇， 未被常駐嘉賓反選 |  | 未被常駐嘉賓選擇              |  |                           |

### 第一阶段
| 期數/ 首播日期 2022年 | 音樂合夥人  | 演唱作品                       | 選擇               | 選擇               | 選擇               | 選擇               | 選擇               | 結果               |
| 期數/ 首播日期 2022年 | 音樂合夥人  | 演唱作品                       | 周深               | 張韶涵             | 胡彥斌             | 胡海泉             | GAI                | 結果               |
| 第一期 3月11日        | 吉克隽逸    | 林憶蓮《鏗鏘玫瑰》             |                    |                    |                    |                    |                    | GAI                |
| 第一期 3月11日        | 希林娜依·高 | 林憶蓮《鏗鏘玫瑰》             |                    |                    |                    |                    |                    | 胡彥斌             |
| 第一期 3月11日        | 康姆士樂隊  | 劉若英《後來》                 |                    |                    |                    |                    |                    | 周深               |
| 第一期 3月11日        | 陳意涵      | 劉若英《後來》                 |                    |                    |                    |                    |                    | 未被選擇           |
| 第一期 3月11日        | 信          | 張碧晨《光的方向》             |                    |                    |                    |                    |                    | 張韶涵             |
| 第一期 3月11日        | 唐藝        | 張碧晨《光的方向》             |                    |                    |                    |                    |                    | 胡海泉             |
| 第一期 3月11日        | 張韶涵      | 陳奕迅《孤勇者》               | 推薦金曲爭奪階段   | 推薦金曲爭奪階段   | 推薦金曲爭奪階段   | 推薦金曲爭奪階段   | 推薦金曲爭奪階段   |                    |
| 第一期 3月11日        | 信          | 陳奕迅《孤勇者》               | 推薦金曲爭奪階段   | 推薦金曲爭奪階段   | 推薦金曲爭奪階段   | 推薦金曲爭奪階段   | 推薦金曲爭奪階段   |                    |
| 第一期 3月11日        | 周深        | 孫燕姿《》                     | 推薦金曲爭奪階段   | 推薦金曲爭奪階段   | 推薦金曲爭奪階段   | 推薦金曲爭奪階段   | 推薦金曲爭奪階段   | 推薦金曲           |
| 第一期 3月11日        | 康姆士樂隊  | 孫燕姿《》                     | 推薦金曲爭奪階段   | 推薦金曲爭奪階段   | 推薦金曲爭奪階段   | 推薦金曲爭奪階段   | 推薦金曲爭奪階段   | 推薦金曲           |
| 第一期 3月11日        | 胡彥斌      | 張學友《每天愛你多一些》       | 推薦金曲爭奪階段   | 推薦金曲爭奪階段   | 推薦金曲爭奪階段   | 推薦金曲爭奪階段   | 推薦金曲爭奪階段   |                    |
| 第一期 3月11日        | 希林娜依·高 | 張學友《每天愛你多一些》       | 推薦金曲爭奪階段   | 推薦金曲爭奪階段   | 推薦金曲爭奪階段   | 推薦金曲爭奪階段   | 推薦金曲爭奪階段   |                    |
| 第一期 3月11日        | GAI         | 金漁《問風》                   | 推薦金曲爭奪階段   | 推薦金曲爭奪階段   | 推薦金曲爭奪階段   | 推薦金曲爭奪階段   | 推薦金曲爭奪階段   |                    |
| 第一期 3月11日        | 吉克隽逸    | 金漁《問風》                   | 推薦金曲爭奪階段   | 推薦金曲爭奪階段   | 推薦金曲爭奪階段   | 推薦金曲爭奪階段   | 推薦金曲爭奪階段   |                    |
| 第一期 3月11日        | 胡海泉      | 林志美《初戀》                 | 推薦金曲爭奪階段   | 推薦金曲爭奪階段   | 推薦金曲爭奪階段   | 推薦金曲爭奪階段   | 推薦金曲爭奪階段   |                    |
| 第一期 3月11日        | 唐藝        | 林志美《初戀》                 | 推薦金曲爭奪階段   | 推薦金曲爭奪階段   | 推薦金曲爭奪階段   | 推薦金曲爭奪階段   | 推薦金曲爭奪階段   |                    |
| 第二期 3月19日        | 唐藝        | 熊貓堂《以夢為馬》             | 杭州亞運會助力表演 | 杭州亞運會助力表演 | 杭州亞運會助力表演 | 杭州亞運會助力表演 | 杭州亞運會助力表演 | 杭州亞運會助力表演 |
| 第二期 3月19日        | 肖若騰      | 熊貓堂《以夢為馬》             | 杭州亞運會助力表演 | 杭州亞運會助力表演 | 杭州亞運會助力表演 | 杭州亞運會助力表演 | 杭州亞運會助力表演 | 杭州亞運會助力表演 |
| 第二期 3月19日        | 梁龍        | 井朧、井迪《驍》               |                    |                    |                    |                    |                    | 周深               |
| 第二期 3月19日        | 希林娜依·高 | 井朧、井迪《驍》               |                    |                    |                    |                    |                    | 胡海泉             |
| 第二期 3月19日        | 阿雲嘎      | 阿雲嘎、馬佳、孫葛川野《兄弟》 |                    |                    |                    |                    |                    | 張韶涵             |
| 第二期 3月19日        | 金潤吉      | 阿雲嘎、馬佳、孫葛川野《兄弟》 |                    |                    |                    |                    |                    | 未被選擇           |
| 第二期 3月19日        | 信          | 柳爽《玫瑰竊賊》               |                    |                    |                    |                    |                    | 放棄選擇           |
| 第二期 3月19日        | 康姆士樂隊  | 柳爽《玫瑰竊賊》               |                    |                    |                    |                    |                    | GAI                |
| 第二期 3月19日        | 吉克隽逸    | （飛行音樂合夥人召集人權利）   |                    |                    |                    |                    |                    | 胡彥斌             |
| 第二期 3月19日        | 周深        | 陳小春《算你狠》               | 推薦金曲爭奪階段   | 推薦金曲爭奪階段   | 推薦金曲爭奪階段   | 推薦金曲爭奪階段   | 推薦金曲爭奪階段   |                    |
| 第二期 3月19日        | 梁龍        | 陳小春《算你狠》               | 推薦金曲爭奪階段   | 推薦金曲爭奪階段   | 推薦金曲爭奪階段   | 推薦金曲爭奪階段   | 推薦金曲爭奪階段   |                    |
| 第二期 3月19日        | GAI         | 張震嶽《秘密》                 | 推薦金曲爭奪階段   | 推薦金曲爭奪階段   | 推薦金曲爭奪階段   | 推薦金曲爭奪階段   | 推薦金曲爭奪階段   |                    |
| 第二期 3月19日        | 康姆士樂隊  | 張震嶽《秘密》                 | 推薦金曲爭奪階段   | 推薦金曲爭奪階段   | 推薦金曲爭奪階段   | 推薦金曲爭奪階段   | 推薦金曲爭奪階段   |                    |
| 第二期 3月19日        | 張韶涵      | 《陽台》                       | 推薦金曲爭奪階段   | 推薦金曲爭奪階段   | 推薦金曲爭奪階段   | 推薦金曲爭奪階段   | 推薦金曲爭奪階段   |                    |
| 第二期 3月19日        | 阿雲嘎      | 《陽台》                       | 推薦金曲爭奪階段   | 推薦金曲爭奪階段   | 推薦金曲爭奪階段   | 推薦金曲爭奪階段   | 推薦金曲爭奪階段   |                    |
| 第二期 3月19日        | 胡彥斌      | 伍佰《浪人情歌》               | 推薦金曲爭奪階段   | 推薦金曲爭奪階段   | 推薦金曲爭奪階段   | 推薦金曲爭奪階段   | 推薦金曲爭奪階段   |                    |
| 第二期 3月19日        | 吉克雋逸    | 伍佰《浪人情歌》               | 推薦金曲爭奪階段   | 推薦金曲爭奪階段   | 推薦金曲爭奪階段   | 推薦金曲爭奪階段   | 推薦金曲爭奪階段   |                    |
| 第二期 3月19日        | 胡海泉      | 告五人《唯一》                 | 推薦金曲爭奪階段   | 推薦金曲爭奪階段   | 推薦金曲爭奪階段   | 推薦金曲爭奪階段   | 推薦金曲爭奪階段   | 推薦金曲           |
| 第二期 3月19日        | 希林娜依·高 | 告五人《唯一》                 | 推薦金曲爭奪階段   | 推薦金曲爭奪階段   | 推薦金曲爭奪階段   | 推薦金曲爭奪階段   | 推薦金曲爭奪階段   | 推薦金曲           |
| 第三期 4月1日         | 胡海泉      | 毛不易《無名的人》             | 榮耀金曲爭奪階段   | 榮耀金曲爭奪階段   | 榮耀金曲爭奪階段   | 榮耀金曲爭奪階段   | 榮耀金曲爭奪階段   |                    |
| 第三期 4月1日         | 梁龍        | 毛不易《無名的人》             | 榮耀金曲爭奪階段   | 榮耀金曲爭奪階段   | 榮耀金曲爭奪階段   | 榮耀金曲爭奪階段   | 榮耀金曲爭奪階段   |                    |
| 第三期 4月1日         | 希林娜依·高 | 張靚穎《木蘭星》               | 榮耀金曲爭奪階段   | 榮耀金曲爭奪階段   | 榮耀金曲爭奪階段   | 榮耀金曲爭奪階段   | 榮耀金曲爭奪階段   |                    |
| 第三期 4月1日         | 阿雲嘎      | 張靚穎《木蘭星》               | 榮耀金曲爭奪階段   | 榮耀金曲爭奪階段   | 榮耀金曲爭奪階段   | 榮耀金曲爭奪階段   | 榮耀金曲爭奪階段   |                    |
| 第三期 4月1日         | 胡彦斌      | 蘇芮《奉獻》                   | 榮耀金曲爭奪階段   | 榮耀金曲爭奪階段   | 榮耀金曲爭奪階段   | 榮耀金曲爭奪階段   | 榮耀金曲爭奪階段   |                    |
| 第三期 4月1日         | 張韶涵      | 蘇芮《奉獻》                   | 榮耀金曲爭奪階段   | 榮耀金曲爭奪階段   | 榮耀金曲爭奪階段   | 榮耀金曲爭奪階段   | 榮耀金曲爭奪階段   |                    |
| 第三期 4月1日         | 周深        | 蔡依林《玫瑰少年》             | 榮耀金曲爭奪階段   | 榮耀金曲爭奪階段   | 榮耀金曲爭奪階段   | 榮耀金曲爭奪階段   | 榮耀金曲爭奪階段   | 榮耀金曲           |
| 第三期 4月1日         | GAI         | 蔡依林《玫瑰少年》             | 榮耀金曲爭奪階段   | 榮耀金曲爭奪階段   | 榮耀金曲爭奪階段   | 榮耀金曲爭奪階段   | 榮耀金曲爭奪階段   | 榮耀金曲           |
| 第三期 4月1日         | 吉克雋逸    | 蘇慧倫《被動》                 | 榮耀金曲爭奪階段   | 榮耀金曲爭奪階段   | 榮耀金曲爭奪階段   | 榮耀金曲爭奪階段   | 榮耀金曲爭奪階段   |                    |
| 第三期 4月1日         | 康姆士樂隊  | 蘇慧倫《被動》                 | 榮耀金曲爭奪階段   | 榮耀金曲爭奪階段   | 榮耀金曲爭奪階段   | 榮耀金曲爭奪階段   | 榮耀金曲爭奪階段   |                    |
| 第三期 4月1日         | 弦子        | 王唯樂《不甘》                 | 加油曲目           | 加油曲目           | 加油曲目           | 加油曲目           | 加油曲目           | 加油曲目           |
| 第三期 4月1日         | 王唯樂      | 王唯樂《不甘》                 | 加油曲目           | 加油曲目           | 加油曲目           | 加油曲目           | 加油曲目           | 加油曲目           |

### 第二阶段
| 期數/ 首播日期 2022年 | 音樂合夥人 | 演唱作品                                         | 選擇             | 選擇             | 選擇             | 選擇             | 選擇             | 結果             |
| 期數/ 首播日期 2022年 | 音樂合夥人 | 演唱作品                                         | 周深             | 張韶涵           | 胡彥斌           | 胡海泉           | 张碧晨           | 結果             |
| 第四期 4月8日         | 孟佳       | 郑秀文《眉飞色舞》                               |                  |                  |                  |                  |                  |                  |
| 第四期 4月8日         | 檀健次     | 郑秀文《眉飞色舞》                               |                  |                  |                  |                  |                  | 张韶涵           |
| 第四期 4月8日         | 张紫宁     | 張远《嘉宾》                                     |                  |                  |                  |                  |                  | 张碧晨           |
| 第四期 4月8日         | 李铢衔     | 張远《嘉宾》                                     |                  |                  |                  |                  |                  | 胡海泉           |
| 第四期 4月8日         | 潘辰       | 邓丽君《漫步人生路》                             |                  |                  |                  |                  |                  |                  |
| 第四期 4月8日         | 董宝石     | 邓丽君《漫步人生路》                             |                  |                  |                  |                  |                  | 胡彦斌           |
| 第四期 4月8日         | 张碧晨     | 孙燕姿《雨天》                                   | 推薦金曲爭奪階段 | 推薦金曲爭奪階段 | 推薦金曲爭奪階段 | 推薦金曲爭奪階段 | 推薦金曲爭奪階段 |                  |
| 第四期 4月8日         | 张紫宁     | 孙燕姿《雨天》                                   | 推薦金曲爭奪階段 | 推薦金曲爭奪階段 | 推薦金曲爭奪階段 | 推薦金曲爭奪階段 | 推薦金曲爭奪階段 |                  |
| 第四期 4月8日         | 胡彦斌     | 郑智化《星星点灯》                               | 推薦金曲爭奪階段 | 推薦金曲爭奪階段 | 推薦金曲爭奪階段 | 推薦金曲爭奪階段 | 推薦金曲爭奪階段 | 推薦金曲         |
| 第四期 4月8日         | 董宝石     | 郑智化《星星点灯》                               | 推薦金曲爭奪階段 | 推薦金曲爭奪階段 | 推薦金曲爭奪階段 | 推薦金曲爭奪階段 | 推薦金曲爭奪階段 | 推薦金曲         |
| 第四期 4月8日         | 张韶涵     | 告五人《丑人多作怪》                             | 推薦金曲爭奪階段 | 推薦金曲爭奪階段 | 推薦金曲爭奪階段 | 推薦金曲爭奪階段 | 推薦金曲爭奪階段 |                  |
| 第四期 4月8日         | 檀健次     | 告五人《丑人多作怪》                             | 推薦金曲爭奪階段 | 推薦金曲爭奪階段 | 推薦金曲爭奪階段 | 推薦金曲爭奪階段 | 推薦金曲爭奪階段 |                  |
| 第四期 4月8日         | 胡海泉     | 声音碎片《送流水》                               | 推薦金曲爭奪階段 | 推薦金曲爭奪階段 | 推薦金曲爭奪階段 | 推薦金曲爭奪階段 | 推薦金曲爭奪階段 |                  |
| 第四期 4月8日         | 李铢衔     | 声音碎片《送流水》                               | 推薦金曲爭奪階段 | 推薦金曲爭奪階段 | 推薦金曲爭奪階段 | 推薦金曲爭奪階段 | 推薦金曲爭奪階段 |                  |
| 第五期 4月15日        | 马吟吟     | 张过年《深夜的歌》                               |                  |                  |                  |                  |                  | 胡彦斌           |
| 第五期 4月15日        | 陈鸿宇     | 张过年《深夜的歌》                               |                  |                  |                  |                  |                  | 周深             |
| 第五期 4月15日        | 孟佳       | 海龟先生《男孩别哭》                             |                  |                  |                  |                  |                  | 胡海泉           |
| 第五期 4月15日        | 符龙飞     | 海龟先生《男孩别哭》                             |                  |                  |                  |                  |                  | 张碧晨           |
| 第五期 4月15日        | 李铢衔     | 周华健《忘忧草》                                 |                  |                  |                  |                  |                  | 張韶涵           |
| 第五期 4月15日        | 刘凤瑶     | 周华健《忘忧草》                                 |                  |                  |                  |                  |                  |                  |
| 第五期 4月15日        | 周深       | 黄莺莺《哭砂》                                   | 推薦金曲爭奪階段 | 推薦金曲爭奪階段 | 推薦金曲爭奪階段 | 推薦金曲爭奪階段 | 推薦金曲爭奪階段 |                  |
| 第五期 4月15日        | 陈鸿宇     | 黄莺莺《哭砂》                                   | 推薦金曲爭奪階段 | 推薦金曲爭奪階段 | 推薦金曲爭奪階段 | 推薦金曲爭奪階段 | 推薦金曲爭奪階段 |                  |
| 第五期 4月15日        | 张韶涵     | Tones and I《Dance Monkey》                      | 推薦金曲爭奪階段 | 推薦金曲爭奪階段 | 推薦金曲爭奪階段 | 推薦金曲爭奪階段 | 推薦金曲爭奪階段 | 推薦金曲         |
| 第五期 4月15日        | 李铢衔     | Tones and I《Dance Monkey》                      | 推薦金曲爭奪階段 | 推薦金曲爭奪階段 | 推薦金曲爭奪階段 | 推薦金曲爭奪階段 | 推薦金曲爭奪階段 | 推薦金曲         |
| 第五期 4月15日        | 胡海泉     | 张宇《雨一直下》                                 | 推薦金曲爭奪階段 | 推薦金曲爭奪階段 | 推薦金曲爭奪階段 | 推薦金曲爭奪階段 | 推薦金曲爭奪階段 |                  |
| 第五期 4月15日        | 孟佳       | 张宇《雨一直下》                                 | 推薦金曲爭奪階段 | 推薦金曲爭奪階段 | 推薦金曲爭奪階段 | 推薦金曲爭奪階段 | 推薦金曲爭奪階段 |                  |
| 第五期 4月15日        | 张碧晨     | 陶喆《小镇姑娘》                                 | 推薦金曲爭奪階段 | 推薦金曲爭奪階段 | 推薦金曲爭奪階段 | 推薦金曲爭奪階段 | 推薦金曲爭奪階段 |                  |
| 第五期 4月15日        | 符龙飞     | 陶喆《小镇姑娘》                                 | 推薦金曲爭奪階段 | 推薦金曲爭奪階段 | 推薦金曲爭奪階段 | 推薦金曲爭奪階段 | 推薦金曲爭奪階段 |                  |
| 第五期 4月15日        | 胡彦斌     | 张震岳《爱我别走》                               | 推薦金曲爭奪階段 | 推薦金曲爭奪階段 | 推薦金曲爭奪階段 | 推薦金曲爭奪階段 | 推薦金曲爭奪階段 |                  |
| 第五期 4月15日        | 马吟吟     | 张震岳《爱我别走》                               | 推薦金曲爭奪階段 | 推薦金曲爭奪階段 | 推薦金曲爭奪階段 | 推薦金曲爭奪階段 | 推薦金曲爭奪階段 |                  |
| 第六期 4月22日        | 刘惜君     | 阿梨粤《晚风心里吹》                             | 天賜"鮮"聲特邀曲 | 天賜"鮮"聲特邀曲 | 天賜"鮮"聲特邀曲 | 天賜"鮮"聲特邀曲 | 天賜"鮮"聲特邀曲 | 天賜"鮮"聲特邀曲 |
| 第六期 4月22日        | 王赫野     | 阿梨粤《晚风心里吹》                             | 天賜"鮮"聲特邀曲 | 天賜"鮮"聲特邀曲 | 天賜"鮮"聲特邀曲 | 天賜"鮮"聲特邀曲 | 天賜"鮮"聲特邀曲 | 天賜"鮮"聲特邀曲 |
| 第六期 4月22日        | 符龙飞     | 品冠《门没锁》                                   | 榮耀金曲爭奪階段 | 榮耀金曲爭奪階段 | 榮耀金曲爭奪階段 | 榮耀金曲爭奪階段 | 榮耀金曲爭奪階段 |                  |
| 第六期 4月22日        | 孟佳       | 品冠《门没锁》                                   | 榮耀金曲爭奪階段 | 榮耀金曲爭奪階段 | 榮耀金曲爭奪階段 | 榮耀金曲爭奪階段 | 榮耀金曲爭奪階段 |                  |
| 第六期 4月22日        | 胡彦斌     | 王天阳《 迷途的孤鸟 》                           | 榮耀金曲爭奪階段 | 榮耀金曲爭奪階段 | 榮耀金曲爭奪階段 | 榮耀金曲爭奪階段 | 榮耀金曲爭奪階段 | 榮耀金曲         |
| 第六期 4月22日        | 张碧晨     | 王天阳《 迷途的孤鸟 》                           | 榮耀金曲爭奪階段 | 榮耀金曲爭奪階段 | 榮耀金曲爭奪階段 | 榮耀金曲爭奪階段 | 榮耀金曲爭奪階段 | 榮耀金曲         |
| 第六期 4月22日        | 胡海泉     | 常石磊《我我》                                   | 榮耀金曲爭奪階段 | 榮耀金曲爭奪階段 | 榮耀金曲爭奪階段 | 榮耀金曲爭奪階段 | 榮耀金曲爭奪階段 |                  |
| 第六期 4月22日        | 張韶涵     | 常石磊《我我》                                   | 榮耀金曲爭奪階段 | 榮耀金曲爭奪階段 | 榮耀金曲爭奪階段 | 榮耀金曲爭奪階段 | 榮耀金曲爭奪階段 |                  |
| 第六期 4月22日        | 周深       | 羽·泉《冷酷到底》                                | 榮耀金曲爭奪階段 | 榮耀金曲爭奪階段 | 榮耀金曲爭奪階段 | 榮耀金曲爭奪階段 | 榮耀金曲爭奪階段 |                  |
| 第六期 4月22日        | 刘鳳瑶     | 羽·泉《冷酷到底》                                | 榮耀金曲爭奪階段 | 榮耀金曲爭奪階段 | 榮耀金曲爭奪階段 | 榮耀金曲爭奪階段 | 榮耀金曲爭奪階段 |                  |
| 第六期 4月22日        | 马吟吟     | 康姆士樂隊《我不希望你孤单的去面对整个喧哗世界》 | 榮耀金曲爭奪階段 | 榮耀金曲爭奪階段 | 榮耀金曲爭奪階段 | 榮耀金曲爭奪階段 | 榮耀金曲爭奪階段 |                  |
| 第六期 4月22日        | 陈鸿宇     | 康姆士樂隊《我不希望你孤单的去面对整个喧哗世界》 | 榮耀金曲爭奪階段 | 榮耀金曲爭奪階段 | 榮耀金曲爭奪階段 | 榮耀金曲爭奪階段 | 榮耀金曲爭奪階段 |                  |

### 第三阶段
| 期數/ 首播日期 2022年 | 音樂合夥人 | 演唱作品                                | 選擇             | 選擇             | 選擇             | 選擇             | 選擇             | 結果     |
| 期數/ 首播日期 2022年 | 音樂合夥人 | 演唱作品                                | 周深             | 張韶涵           | 胡彥斌           | 胡海泉           | 张碧晨           | 結果     |
| 第七期 4月29日        | 胡梦周     | 谢霆锋《黄种人》                        |                  |                  |                  |                  |                  | 周深     |
| 第七期 4月29日        | 赵磊       | 谢霆锋《黄种人》                        |                  |                  |                  |                  |                  | 张碧晨   |
| 第七期 4月29日        | 房东的猫   | 光良《第一次》                          |                  |                  |                  |                  |                  | 胡海泉   |
| 第七期 4月29日        | 戴雨彤     | 光良《第一次》                          |                  |                  |                  |                  |                  |          |
| 第七期 4月29日        | 汪小敏     | 陈奕迅《陀飞轮》                        |                  |                  |                  |                  |                  | 胡彦斌   |
| 第七期 4月29日        | 伍珂玥     | 陈奕迅《陀飞轮》                        |                  |                  |                  |                  |                  |          |
| 第七期 4月29日        | 胡海泉     | 郁可唯《路过人间》                      | 推薦金曲爭奪階段 | 推薦金曲爭奪階段 | 推薦金曲爭奪階段 | 推薦金曲爭奪階段 | 推薦金曲爭奪階段 | 推薦金曲 |
| 第七期 4月29日        | 房东的猫   | 郁可唯《路过人间》                      | 推薦金曲爭奪階段 | 推薦金曲爭奪階段 | 推薦金曲爭奪階段 | 推薦金曲爭奪階段 | 推薦金曲爭奪階段 | 推薦金曲 |
| 第七期 4月29日        | 周深       | 糯米Nomi《调查中》                      | 推薦金曲爭奪階段 | 推薦金曲爭奪階段 | 推薦金曲爭奪階段 | 推薦金曲爭奪階段 | 推薦金曲爭奪階段 |          |
| 第七期 4月29日        | 胡梦周     | 糯米Nomi《调查中》                      | 推薦金曲爭奪階段 | 推薦金曲爭奪階段 | 推薦金曲爭奪階段 | 推薦金曲爭奪階段 | 推薦金曲爭奪階段 |          |
| 第七期 4月29日        | 胡彦斌     | 林俊杰《可惜没如果》                    | 推薦金曲爭奪階段 | 推薦金曲爭奪階段 | 推薦金曲爭奪階段 | 推薦金曲爭奪階段 | 推薦金曲爭奪階段 |          |
| 第七期 4月29日        | 汪小敏     | 林俊杰《可惜没如果》                    | 推薦金曲爭奪階段 | 推薦金曲爭奪階段 | 推薦金曲爭奪階段 | 推薦金曲爭奪階段 | 推薦金曲爭奪階段 |          |
| 第七期 4月29日        | 张碧晨     | 张学友《定风波》                        | 推薦金曲爭奪階段 | 推薦金曲爭奪階段 | 推薦金曲爭奪階段 | 推薦金曲爭奪階段 | 推薦金曲爭奪階段 |          |
| 第七期 4月29日        | 赵磊       | 张学友《定风波》                        | 推薦金曲爭奪階段 | 推薦金曲爭奪階段 | 推薦金曲爭奪階段 | 推薦金曲爭奪階段 | 推薦金曲爭奪階段 |          |
| 第八期 5月6日         | 李紫婷     | 徐懷鈺《怪兽》                          |                  |                  |                  |                  |                  |          |
| 第八期 5月6日         | 锤娜丽莎   | 徐懷鈺《怪兽》                          |                  |                  |                  |                  |                  |          |
| 第八期 5月6日         | 汪小敏     | 陶喆《Melody》                          |                  |                  |                  |                  |                  |          |
| 第八期 5月6日         | 米卡       | 陶喆《Melody》                          |                  |                  |                  |                  |                  | 周深     |
| 第八期 5月6日         | 赵磊       | 周兴哲《你，好不好？》                  |                  |                  |                  |                  |                  | 张韶涵   |
| 第八期 5月6日         | 戴燕妮     | 周兴哲《你，好不好？》                  |                  |                  |                  |                  |                  | 张碧晨   |
| 第八期 5月6日         | 张韶涵     | 刘凤瑶《高贵与丑》                      | 推薦金曲爭奪階段 | 推薦金曲爭奪階段 | 推薦金曲爭奪階段 | 推薦金曲爭奪階段 | 推薦金曲爭奪階段 |          |
| 第八期 5月6日         | 赵磊       | 刘凤瑶《高贵与丑》                      | 推薦金曲爭奪階段 | 推薦金曲爭奪階段 | 推薦金曲爭奪階段 | 推薦金曲爭奪階段 | 推薦金曲爭奪階段 |          |
| 第八期 5月6日         | 张碧晨     | 秦凡淇《你是我的布鲁》                  | 推薦金曲爭奪階段 | 推薦金曲爭奪階段 | 推薦金曲爭奪階段 | 推薦金曲爭奪階段 | 推薦金曲爭奪階段 | 推薦金曲 |
| 第八期 5月6日         | 戴燕妮     | 秦凡淇《你是我的布鲁》                  | 推薦金曲爭奪階段 | 推薦金曲爭奪階段 | 推薦金曲爭奪階段 | 推薦金曲爭奪階段 | 推薦金曲爭奪階段 | 推薦金曲 |
| 第八期 5月6日         | 周深       | 瑞恩·高斯林和艾玛·斯通《City of Stars》 | 推薦金曲爭奪階段 | 推薦金曲爭奪階段 | 推薦金曲爭奪階段 | 推薦金曲爭奪階段 | 推薦金曲爭奪階段 |          |
| 第八期 5月6日         | 米卡       | 瑞恩·高斯林和艾玛·斯通《City of Stars》 | 推薦金曲爭奪階段 | 推薦金曲爭奪階段 | 推薦金曲爭奪階段 | 推薦金曲爭奪階段 | 推薦金曲爭奪階段 |          |
| 第八期 5月6日         | 姚六一     | 姚六一/纸砚《加冕》                     | 加油曲目         | 加油曲目         | 加油曲目         | 加油曲目         | 加油曲目         | 加油曲目 |
| 第八期 5月6日         | 汪小敏     | 姚六一/纸砚《加冕》                     | 加油曲目         | 加油曲目         | 加油曲目         | 加油曲目         | 加油曲目         | 加油曲目 |
| 第九期 5月13日        | 张韶涵     | 张雨生《玫瑰的名字》                    | 榮耀金曲爭奪階段 | 榮耀金曲爭奪階段 | 榮耀金曲爭奪階段 | 榮耀金曲爭奪階段 | 榮耀金曲爭奪階段 |          |
| 第九期 5月13日        | 张碧晨     | 张雨生《玫瑰的名字》                    | 榮耀金曲爭奪階段 | 榮耀金曲爭奪階段 | 榮耀金曲爭奪階段 | 榮耀金曲爭奪階段 | 榮耀金曲爭奪階段 |          |
| 第九期 5月13日        | 锤娜丽莎   | 蔡依林《我》                            | 榮耀金曲爭奪階段 | 榮耀金曲爭奪階段 | 榮耀金曲爭奪階段 | 榮耀金曲爭奪階段 | 榮耀金曲爭奪階段 |          |
| 第九期 5月13日        | 汪小敏     | 蔡依林《我》                            | 榮耀金曲爭奪階段 | 榮耀金曲爭奪階段 | 榮耀金曲爭奪階段 | 榮耀金曲爭奪階段 | 榮耀金曲爭奪階段 |          |
| 第九期 5月13日        | 胡彦斌     | 戴佩妮《贼》                            | 榮耀金曲爭奪階段 | 榮耀金曲爭奪階段 | 榮耀金曲爭奪階段 | 榮耀金曲爭奪階段 | 榮耀金曲爭奪階段 | 榮耀金曲 |
| 第九期 5月13日        | 周深       | 戴佩妮《贼》                            | 榮耀金曲爭奪階段 | 榮耀金曲爭奪階段 | 榮耀金曲爭奪階段 | 榮耀金曲爭奪階段 | 榮耀金曲爭奪階段 | 榮耀金曲 |
| 第九期 5月13日        | 胡海泉     | 羽·泉《种子》                           | 榮耀金曲爭奪階段 | 榮耀金曲爭奪階段 | 榮耀金曲爭奪階段 | 榮耀金曲爭奪階段 | 榮耀金曲爭奪階段 |          |
| 第九期 5月13日        | 米卡       | 羽·泉《种子》                           | 榮耀金曲爭奪階段 | 榮耀金曲爭奪階段 | 榮耀金曲爭奪階段 | 榮耀金曲爭奪階段 | 榮耀金曲爭奪階段 |          |
| 第九期 5月13日        | 赵磊       | 尹昔眠《落在生命裡的光》                | 榮耀金曲爭奪階段 | 榮耀金曲爭奪階段 | 榮耀金曲爭奪階段 | 榮耀金曲爭奪階段 | 榮耀金曲爭奪階段 |          |
| 第九期 5月13日        | 戴燕妮     | 尹昔眠《落在生命裡的光》                | 榮耀金曲爭奪階段 | 榮耀金曲爭奪階段 | 榮耀金曲爭奪階段 | 榮耀金曲爭奪階段 | 榮耀金曲爭奪階段 |          |
| 第九期 5月13日        | 张韶涵     | 群星《篇章》                            | 助力歌曲         | 助力歌曲         | 助力歌曲         | 助力歌曲         | 助力歌曲         | 助力歌曲 |
| 第九期 5月13日        | 王赫野     | 群星《篇章》                            | 助力歌曲         | 助力歌曲         | 助力歌曲         | 助力歌曲         | 助力歌曲         | 助力歌曲 |

## 升級階段
第十期和第十一期為升級階段，將分為原唱隊和改編隊，原唱隊帶來由他們原唱或原創的歌曲，而改編隊帶來經典歌曲的改編。每一輪，兩隊各派出一組搭檔進行舞台表演，由鑒音團合議，選出一首歌曲進入到金曲待定池，而兩隊表演全部結束後，再選出一首當期推薦金曲。
| 推薦金曲爭奪階段      |            |                           |                              |            |
| 期數/ 首播日期 2022年 | 音樂合夥人 | 組別                      | 演唱作品                     | 結果       |
| 第十期 5月20日        |            |                           |                              |            |
| 胡彦斌                | 原唱隊     | 胡彥斌《Life》            | 推薦金曲                     |            |
| 朱星杰                | 原唱隊     | 胡彥斌《Life》            | 推薦金曲                     |            |
| 谢可寅                | 原唱隊     | 胡彥斌《Life》            | 推薦金曲                     |            |
| 孟慧圆                | 改編隊     | 林志炫《凤凰花开的路口》  |                              |            |
| 房东的猫              | 改編隊     | 林志炫《凤凰花开的路口》  |                              |            |
| 王赫野                | 原唱隊     | 黃霄雲/王赫野《蝴蝶夫人》 |                              |            |
| 黄霄雲                | 原唱隊     | 黃霄雲/王赫野《蝴蝶夫人》 |                              |            |
| 胡海泉                | 改編隊     | 梁靜茹《情歌》            | 金曲待定池                   |            |
| 周深                  | 改編隊     | 梁靜茹《情歌》            | 金曲待定池                   |            |
| 张韶涵                | 改編隊     | 王菲《如愿》              | 推薦金曲                     |            |
| 刘惜君                | 改編隊     | 王菲《如愿》              | 推薦金曲                     |            |
| 朱星杰                | 原唱隊     | 七叔《龙醒东方》          |                              |            |
| 七叔                  | 原唱隊     | 七叔《龙醒东方》          |                              |            |
| 陈冰                  | 原唱隊     | 海来阿木《三生三幸》      | 金曲待定池                   |            |
| 海来阿木              | 原唱隊     | 海来阿木《三生三幸》      | 金曲待定池                   |            |
| 连淮伟                | 改編隊     | 黃立行《音浪》            |                              |            |
| 姚琛                  | 改編隊     | 黃立行《音浪》            |                              |            |
| 第十一期 5月27日      | 周深       | 加油曲目                  | 周深《有我》                 |            |
| 第十一期 5月27日      | 胡海泉     | 原唱隊                    | 胡海泉《一生至少該有一次》   | 金曲待定池 |
| 第十一期 5月27日      | 謝可寅     | 原唱隊                    | 胡海泉《一生至少該有一次》   | 金曲待定池 |
| 第十一期 5月27日      | 張赫宣     | 改編隊                    | 金志文《自娛自樂》           |            |
| 第十一期 5月27日      | 賴美雲     | 改編隊                    | 金志文《自娛自樂》           |            |
| 第十一期 5月27日      | 胡彥斌     | 改編隊                    | 湯唯《我曾經也想過一了百了》 | 推薦金曲   |
| 第十一期 5月27日      | 李巍V仔    | 改編隊                    | 湯唯《我曾經也想過一了百了》 | 推薦金曲   |
| 第十一期 5月27日      | 白小白     | 原唱隊                    | 白小白《欠你的婚禮》         |            |
| 第十一期 5月27日      | 張紫寧     | 原唱隊                    | 白小白《欠你的婚禮》         |            |
| 第十一期 5月27日      | 劉惜君     | 原唱隊                    | 楊默依《不可控玩家》         | 金曲待定池 |
| 第十一期 5月27日      | 楊默依     | 原唱隊                    | 楊默依《不可控玩家》         | 金曲待定池 |
| 第十一期 5月27日      | 張碧晨     | 改編隊                    | 莫文蔚《時間裏的飛人》       |            |
| 第十一期 5月27日      | 裘德       | 改編隊                    | 莫文蔚《時間裏的飛人》       |            |
| 第十一期 5月27日      | 張韶涵     | 原唱隊                    | 張韶涵&潘瑋柏《快樂崇拜》    | 金曲待定池 |
| 第十一期 5月27日      | 李大奔     | 原唱隊                    | 張韶涵&潘瑋柏《快樂崇拜》    | 金曲待定池 |
| 第十一期 5月27日      | 陳雨琪     | 改編隊                    | 本多RuRu《美麗心情》         |            |
| 第十一期 5月27日      | 王弦       | 改編隊                    | 本多RuRu《美麗心情》         |            |

## 天赐盛典
四组终极音乐合伙人竞演，争夺终极天赐金曲。
| 天赐盛典              |              |                            |          |              |
| 期數/ 首播日期 2022年 | 音樂合夥人   | 演唱作品                   | 类型     | 結果         |
| 第十二期 6月3日       | 张韶涵       | 邓丽君《但願人長久》       | 开场曲   | 不適用       |
| 第十二期 6月3日       | 谷小雨       | 邓丽君《但願人長久》       | 开场曲   | 不適用       |
| 第十二期 6月3日       | 飞行嘉宾群星 | 群星《篇章》               | 开场曲   | 不適用       |
| 第十二期 6月3日       | 李玉刚       | 李玉刚《四方明月》         | 加油曲目 | 不適用       |
| 第十二期 6月3日       | 宋宇宁       | 李玉刚《四方明月》         | 加油曲目 | 不適用       |
| 第十二期 6月3日       | 张远         | 孟梓《有生之年》           | 加油曲目 | 不適用       |
| 第十二期 6月3日       | 姚晓棠       | 孟梓《有生之年》           | 加油曲目 | 不適用       |
| 第十二期 6月3日       | 刘惜君       | 旅行团乐队《逝去的歌》     |          |              |
| 第十二期 6月3日       | 唐汉霄       | 旅行团乐队《逝去的歌》     |          |              |
| 第十二期 6月3日       | 徐艺洋       | 郑鱼《大雨和晚星》         | 加油曲目 | 不適用       |
| 第十二期 6月3日       | 李尖尖       | 郑鱼《大雨和晚星》         | 加油曲目 | 不適用       |
| 第十二期 6月3日       | 张韶涵       | 温奕心《一路生花》         |          | 终极天赐金曲 |
| 第十二期 6月3日       | 周深         | 温奕心《一路生花》         |          | 终极天赐金曲 |
| 第十二期 6月3日       | 谷娅溦       | 井胧《不删》               | 加油曲目 | 不適用       |
| 第十二期 6月3日       | 井胧         | 井胧《不删》               | 加油曲目 | 不適用       |
| 第十二期 6月3日       | 胡海泉       | 庾澄庆《让我一次爱个够》   |          |              |
| 第十二期 6月3日       | Ricky瑞奇    | 庾澄庆《让我一次爱个够》   |          |              |
| 第十二期 6月3日       | 胡彦斌       | 庾澄庆《让我一次爱个够》   |          |              |
| 第十二期 6月3日       | 高嘉朗       | 张杰《雪龙吟》             | 加油曲目 | 不適用       |
| 第十二期 6月3日       | 陈梓童       | 张杰《雪龙吟》             | 加油曲目 | 不適用       |
| 第十二期 6月3日       | 胡彦斌       | 陈奕迅《陪你度过漫长岁月》 |          |              |
| 第十二期 6月3日       | 张碧晨       | 陈奕迅《陪你度过漫长岁月》 |          |              |
| 第十二期 6月3日       | 李大奔       | 拜德盖《镜中人》           | 加油曲目 | 不適用       |
| 第十二期 6月3日       | 拜德盖       | 拜德盖《镜中人》           | 加油曲目 | 不適用       |

## 反响
《天赐的声音3》至收官，全平台累计热搜17339个，微博热搜616个，主话题阅读量破92.5亿，短视频播放量突破200亿，连续12期微博综艺音乐类综艺小时榜、日榜排名第一。
根据QQ音乐发布的《天赐的声音 (第三季)》收官成绩单，本季总热力值突破3.8亿，共登上巅峰榜522次，占领站内热搜46次。其中周深和周延的《玫瑰少年》获得4500w+热力值和150w+收藏量，稳居两项TOP1。
根据中国视听大数据（CVB），《天赐的声音 (第三季)》平均每期收视率0.376%，收视份额2.128%，在2022年度地方卫视晚间时段首播文艺节目中，收视率排名第21位，回看用户规模居于央视和地方卫视文艺节目2022年度排名第6位。

## 外部連結
- 天赐的声音的新浪微博

| 中国大陆 浙江卫视 每周五 22:00－23:30（如当日《新闻联播》超时则顺延播出） | 中国大陆 浙江卫视 每周五 22:00－23:30（如当日《新闻联播》超时则顺延播出） | 中国大陆 浙江卫视 每周五 22:00－23:30（如当日《新闻联播》超时则顺延播出） |
| ------------------------------------------------------------------------- | ------------------------------------------------------------------------- | ------------------------------------------------------------------------- |
|                                                                           | 天赐的声音（第三季） （2022年3月11日、4月8日－6月3日）                    |                                                                           |
| 冰雪正当燃 （2022年1月7日－2022年2月25日）                                | “食”万八千里 （2022年8月5日－2022年10月）                                 |                                                                           |
| 周六 20:30－22:00（如當日《新聞聯播》延時順延播出）                       |                                                                           |                                                                           |
| 閃光的樂隊 （2021年12月25日－2022年3月12日）                              | 天赐的声音（第三季） （2022年3月19日） 3月26日停播一周                    | 為歌而讚 (第二季) （2022年4月9日-2022年6月）                              |
| 周五 20:30－22:00（如當日《新聞聯播》延時順延播出）                       |                                                                           |                                                                           |
| 王牌對王牌（第七季） （2022年2月25日－2022年3月25日）                     | 天赐的声音（第三季） （2022年4月1日）                                     | 王牌對王牌（第七季） （2022年4月8日－2022年5月8日）                       |

| 马来西亚 八度空間 每周六 21:00－23:00 · 2022年4月23日改为每周六 21:30－23:30 | 马来西亚 八度空間 每周六 21:00－23:00 · 2022年4月23日改为每周六 21:30－23:30 | 马来西亚 八度空間 每周六 21:00－23:00 · 2022年4月23日改为每周六 21:30－23:30 |
| ---------------------------------------------------------------------------- | ---------------------------------------------------------------------------- | ---------------------------------------------------------------------------- |
|                                                                              | 天赐的声音 (第三季) （2022年4月2日－2022年6月18日）                          |                                                                              |
| 点赞！达人秀 （2022年2月12日－2022年3月26日）                                | —                                                                            |                                                                              |

| 新加坡 新傳媒U頻道 星期日 19:00－21:00 · （2023年8月20日因播映国庆群众大会，暂停一期） | 新加坡 新傳媒U頻道 星期日 19:00－21:00 · （2023年8月20日因播映国庆群众大会，暂停一期） | 新加坡 新傳媒U頻道 星期日 19:00－21:00 · （2023年8月20日因播映国庆群众大会，暂停一期） |
| -------------------------------------------------------------------------------------- | -------------------------------------------------------------------------------------- | -------------------------------------------------------------------------------------- |
|                                                                                        | 天赐的声音 (第三季) （2023年6月25日 - 2023年9月17日）                                  |                                                                                        |
| 天赐的声音 (第二季) （2023年3月26日 - 2023年6月18日）                                  | 乘风破浪 (第三季) （2023年9月24日－2024年2月25日）                                     |                                                                                        |